# Sfida all'eternità
Sfida all'eternità (Eternity) è un romanzo di fantascienza di Greg Bear del 1988, seguito di Eon (1985).

## Trama
A diversi anni dalla separazione del Thistledown (l'asteroide cavo usato come astronave in Eon) dalla Strada per evitare lo scontro con gli Jart e riunirsi con il popolo della Terra, l'Hexamon è ancora intento ad aiutare i sopravvissuti della devastazione dovuta alla guerra atomica a riprendersi. Viene elargito lo pseudo-Talsit per alleviare i problemi salutari e ad alcuni esseri umani viene concesso l'uso degli impianti per la reincarnazione. Ma il malcontento della popolazione terrestre è difficile da tenere a bada.
Come bambini i terrestri si trovano ad essere sostenuti ed aiutati da genitori fin troppo efficienti e generosi che in realtà non lasciano alcuno spazio alle scelte decisionali dei sopravvissuti. Per questo, Suli Ram Kikura con l'aiuto di Karen, la moglie di Lanier, organizzano comitati di rappresentanti della Terra per appianare le difficoltà. Karen non è invecchiata dal giorno in cui ha ricevuto il trattamento di ringiovanimento, mentre suo marito si rifiuta di ricevere alcun aiuto esterno e desidera non essere reincarnato, anche se, per via di un incidente, gli viene comunque piantata una "scatola nera" per salvarlo dalla morte. I due vivono come separati in casa ormai, per questo motivo e anche per via della morte della loro figlia, Andia, scomparsa e per questo irrecuperabile. Finché un evento inaspettato non sconvolge le loro vite e quelle dell'Hexamon: il ritorno di Mirsky, partito decenni addietro nel tentativo di distruggere gli Jart e vivere nella Strada.
Nel frattempo, Patricia Vasquez è morta lasciando la sua eredità a sua nipote, Rhita, che sembra aver ereditato la stessa propensione della nonna per la matematica. Nel mondo egizio però Patricia era vista quasi come una strega, anche se venerata e in molti la temevano. In un incontro con la Regina, a Rhita viene concesso il permesso di investigare sulle misteriose "porte" che Patricia bramava di trovare per ritornare nel suo mondo. Viene quindi organizzata una spedizione, mentre un colpo di Stato rovescia il potere regnante e quasi manda a monte l'intero progetto.
Mirsky, che non è più esattamente umano, dice di venire dalla fine dei tempi e che le entità che ha conosciuto l'hanno rispedito indietro per chiedere agli esseri umani di porre fine alla Strada riaprendola per poi distruggerla, poiché la sua esistenza è in grado di danneggiare il futuro. L'Hexamon, con un voto che esclude la Terra dalle decisioni, decide di riaprire la Strada, ma di non distruggerla, tornando così a sfruttarla per il commercio con gli alieni.
Rhita sul suo mondo apre una porta con la chiave datale da sua nonna, ma gli Jart prendono il sopravvento e la rapiscono. Le fanno ogni genere di analisi e distruggono il suo mondo uniformandolo secondo le loro leggi per poterne trasferire i dati al Comando Discendente, un'entità futura molto potente. Rhita spaventata scappa nella propria psiche rendendosi inaccessibile ad ogni controllo Jart, che in realtà le rivelano che lei per loro è di massima importanza, essendo la discendente di Patricia.
Olmy scopre in un luogo segreto del Thistledown il corpo e la mente immagazzinata di uno Jart. Decide di studiare l'essere per poter fronteggiare la minaccia aliena una volta riaperta la Strada e immagazzina in una zona vuota del proprio cervello potenziato l'essere, imprigionandolo con molteplici trappole e instaurando un flusso di comunicazione per tenersi sempre aggiornato. Ma sottovaluta l'alieno che in poco tempo elimina tutti i parziali dell'uomo e prende il controllo della sua mente e del suo corpo. Olmy, ormai ridotto ad un pupazzo, chiede a Korzenowski di mandare un messaggio durante la riapertura della Strada.
Korzenowki manda il messaggio e dopo un primo attacco da parte delle macchine Jart, scopre in un secondo tempo che la Strada è stata sgombrata dagli alieni. Ry Oyu, il vecchio guardiano di porta scomparso con Mirsky e tornato con lui dal futuro, rivela allora all'uomo la vera identità nascosta di Olmy e insieme elaborano un piano. Olmy infatti sostiene che lo Jart in verità vuole la pace e attraverso Olmy può sedare la guerra tra la sua razza e quella dell'uomo. Soprattutto perché riconosce in Mirsky e Ry Oyu i membri del Comando Discendente, ovvero, i discendenti degli Jart stessi e non hanno quindi più motivo di opporsi agli uomini.
Lanier muore sulla Terra poco prima della riapertura della strada. Gli compare subito Mirsky sotto forma di entità immateriale e lo porta con sé nella sua peregrinazione verso il Thistledown e la Strada. Lascia nell'impianto del suo corpo il Mistero (come l'anima e le memorie) di sua figlia, facendo un ultimo regalo alla sconvolta Karen.
La Strada viene riaperta e viene concesso a Korzenowski di distruggerla quando il primo ministro a capo dell'Hexamon viene ucciso e reincarnato dopo l'attacco Jart. Infatti ci si rende conto di non poter combattere gli Jart, ormai molto evoluti, e nemmeno sottrarsi al volere delle entità alla fine del tempo. Olmy ruba una flussonave e con Korzenowki e Ry Oyu fuggono nella Strada prima che venga avviata l'autodistruzione. Il piano comporta il ritrovamento dell'avamposto Jart e la consegna delle istruzioni del Comando Discendente alla razza aliena.
La distruzione della Strada diventa un evento spettacolare. Il Thistledown viene evacuato e distrutto fuori dall'atmosfera. La flussonave viene agganciata da un enorme cubo nero, che neanche lo Jart dentro Olmy riconosce in principio come avamposto Jart. Infatti la razza aliena è mutata durante gli anni, senza mai però cambiare la propria regola di vita: assimilare mondi e razze e immagazzinare ogni informazione per inviarla attraverso il flusso della Strada al Comando Discendente. Naturalmente questo comporta la distruzione dell'individualità e le differenze tra razze.
Nell'incontro con gli Jart, Olmy e gli altri fanno uno scambio con gli alieni. In cambio dello Jart dentro Olmy esigono ricevere Rhita, ormai persa nella propria psiche. Essendo Ry Oyu messaggero del Comando Discendente, gli Jart acconsentono. Rhita viene quindi rispedita attraverso una porta verso un mondo del tutto simile al suo, ma in cui gli Jart non hanno mai messo piede. Il Mistero di Patricia, contenuto in Korzenowski, viene invece mandato su una Terra del ventunesimo secolo in cui incontra di nuovo la sua famiglia (come auspicava nel libro precedente, quando invece era finita nel mondo egizio).
In conclusione, Korzenowki si unisce agli Jart prima che la strada venga distrutta completamente per recarsi sotto forma di informazione alla fine del tempo e conoscere le entità finali. Olmy viene mandato come da sua richiesta sul mondo dei Frant, che grazie ad una memoria genetica si ricordano ancora di lui come amico, mentre Mirsky e Lanier sotto forma di entità incorporee compiono la scelta, in qualità di osservatori, di visionare la storia di tutto, dall'inizio fino alla fine.

## Il pensiero Jart
In questo capitolo della saga di Eon viene delineato il pensiero Jart che risulta molto più profondo di ciò che era possibile intendere nel libro precedente. Gli Jart, razza aliena dall'aspetto mostruoso e dai modi crudeli, veniva infatti descritta come una piaga da spazzare via dalla Strada. Esseri che inglobavano al loro interno, per una propria evoluzione, qualsiasi cosa con cui si fossero trovati a contatto. Erano quindi indicati come distruttori di mondi e di civiltà dagli esseri umani, che utilizzavano la Strada unicamente per il commercio e quindi la propria prosperità.
Sfida all'eternità ribalta in parte questa visione, poiché grazie al loro continuo immagazzinare dati che vengono poi inviati alla mente finale lungo l'interminabile corridoio spazio temporale che è la Strada, fanno sì che Mirsky e Ry Oyu ritornino per mettere fine alla Strada stessa, grazie alla loro influenza sugli esseri umani. Alla loro nomea di "distruttori" viene quindi affiancata quella di "assimilatori". Loro non buttano via nulla, la morte ad esempio viene considerata uno spreco. Il loro immagazzinare dati non è altro che un modo per trovare la perfezione.

## Edizioni
- Greg Bear, Eternity, 1988.
- Greg Bear, Sfida all'eternità, traduzione di Gianluigi Zuddas, collana Cosmo Argento n° 200, Editrice Nord, 1989,  p. 411, ISBN 88-429-0202-0.